# 圖畫新聞

《圖畫新聞》第3538期（1911年4月20日）的特別封面。從左到右分別為漢諾威紋章、薩克森馬和帝國鷹。該雜誌僅透過 《漢諾威報》 （Hannoverscher Anzeiger）進行零售。

《圖畫新聞》（德語：Illustrirte Zeitung）是德國第一本插畫雜誌，創刊於1843年，至1944年停止發行，它也被稱為《萊比錫畫報》。
《圖畫新聞》由約翰·雅各·韋伯於1843年在德意志邦聯的萊比錫創辦。英國的《倫敦新聞畫報》和在法國的《畫報》是該雜誌的兩個成功模仿對象。《圖畫新聞》第一期於1843年7月1日出版。該雜誌是一份周刊新聞雜誌，內容範圍很廣。它主要報導日常事務、公共和社會生活、科學和藝術、音樂、戲劇和時尚方面的新聞。它在資產階級中產階級中非常受歡迎。雜誌大量使用大型照片和藝術作品。它為照片在新聞中的運用做出了重大貢獻。然而在該雜誌的初始階段，由於德國缺乏優秀的插圖，約翰·雅各布·韋伯很難找到高品質的照片在雜誌上發表。因此一時間照片大多來自英國媒體。隨後該雜誌開始聘用德國藝術家的作品。
《圖畫新聞》在德國社會具有相當大的影響力，許多德國作家、政治家都為曾該雜誌撰文，如狄奧多·施篤姆、弗里德里希·黑貝爾、古斯塔夫·施特雷澤曼、康拉德·阿登纳、弗朗茨·馮·帕彭。
該雜誌第5041期發行後，於1944年9月停刊。